# Петренку, Анатолий Михайлович
Анатолий Михайлович Петренку (рум. Anatol Petrencu (22 мая 1954, Кэушень) — молдавский политик и историк. Бывший президент Ассоциации историков Молдовы, профессор, доктор наук. Отрицатель Холокоста.

## Биография
Родился в 1954 году в городе Каушаны. Проходил военную службу в советской армии в 1972—1974 гг. Окончил Кишинёвский государственный университет в 1980 г., затем в 1982—1985 гг. обучался в МГИМО. С 1985 г. работает в Кишинёвском государственном университете. В период 1998—2006 гг. возглавлял Ассоциацию историков Молдовы.
На 2010 год Петренку — член Комиссии по изучению коммунистической диктатуры в Молдове.
С 2007 по январь 2010 года — президент партии Движение «Европейское действие» (рум. Mişcarea Acţiunea Europeană).

## Политические взгляды
В своих публикациях Петренку говорит о невиновности румынских войск и, в частности, диктатора Антонеску в уничтожении евреев на территории Румынии, а также о том, что негативное отношение было спровоцировано самими евреями. Включение изучения Холокоста в школьную программу он называет «большой ошибкой». Петренку считает Антонеску «освободителем» Молдовы (Бессарабии) от Советов.

## Награды
- Командор ордена «За верную службу» (2014, Румыния)[8].

## Публикации
- Învățământul istoric în România (1948—1989), Chișinău, Editura Știința, 1991, 112 p.
- Relațiile româno-italiene: de la confruntare la colaborare. 1945—1985, Chișinău, Editura Universitas, 1993, 216 p.
- Basarabia în al Doilea Război Mondial: 1940—1944, Chișinău, Editura Luceum, 1997, 346 p.
- România și Basarabia în anii celui de-al Doilea Război Mondial, Chișinău, Editura Epigraf, 1999, 176 p.
- Polonezii în anii celui de-al Doilea Război Mondial. Istoria politică, Chișinău, Editura Cartdidact, 2005, 246 p.; ediția a II-a, anastatică, Iași, Editura Tipo Moldova, 2010.
- Basarabia în timpul celui de-al Doilea Război Mondial: 1939—1945, Chișinău, Editura Prut Internațional, 2006, 224 p.; ediția a II-a, anastatică, Iași, Editura Tipo Moldova, 2010.
- Varșovia văzută de un istoric basarabean, Chișinău, Editura Cartdidact, 2006, 144 p.